# George Hamstead
George William Hamstead (sinh ngày 24 tháng 1 năm 1946) là một cựu cầu thủ bóng đá người Anh từng thi đấu ở vị trí tiền vệ chạy cánh tại Football League cho York City, Barnsley, Bury và Rochdale và từng nằm trong đội hình của Rotherham United không ra sân trận nào. Sau khi giải nghệ, ông trở thành huấn luyện viên của đội dự bị tại Bury.